# شهرستان له آپالاش
شهرستان له آپالاش (به انگلیسی: Les Appalaches Regional County Municipality) یک منطقهٔ مسکونی در کانادا است که در شودییر-آپالاش واقع شده‌است. شهرستان له آپالاش ۱٬۹۸۷٫۱۰ کیلومتر مربع مساحت و ۴۳٬۱۲۰ نفر جمعیت دارد.